# CSI: 3 Dimensions of Murder
CSI: 3 Dimensions of Murder — компьютерная игра, основанная на телесериале C.S.I.: Место преступления. В отличие от предыдущих игр по телесериалу CSI, эта игра была разработана Telltale Games, а не Radical Entertainment. Она была опубликована Ubisoft, и выпущена для Microsoft Windows в марте 2006 года.
В игре используется новый 3D-движок, который меняет игровой процесс и графический внешний вид игры по сравнению с предыдущими играми от Radical Entertainment.
Эта игра, как и в предыдущих играх (CSI: Crime Scene Investigation и CSI: Miami) использует четкую схему из пяти дел, причем пятый случай связывает воедино предыдущие четыре дела.
Версия этой игры для PlayStation 2 была выпущена 25 сентября 2007 года в США. Эта версия была сделана студией Ubisoft в Софии, Болгария. Версия для PlayStation 2 отличается от версии на Windows. Игрок свободно перемещается и контролирует камеру, это было требованием Sony America. Это изменение создало необычайные трудности для разработчиков.

## Дела

### Дело 1: Картинки при казни
За день до свадьбы в шикарной художественной галерее забита богатая женщина. Предполагаемое орудие убийства? Дорогая статуя ястреба, которая вылетела из клетки. Вы работаете с Уорриком Брауном над этим делом. Доказательства указывают на её вспыльчивого жениха, владельца художественной галереи, и художника-затворника, которому поручено нарисовать портрет жертвы.

### Дело 2: Шутер от первого лица
Генеральный директор компании, выпускающей видеоигры, на пороге громкого релиза, застрелен на крупнейшей игровой выставке года. Жизнь подражает искусству или что-то более зловещее? Единственными подозреваемыми являются женщина-маркетолог, которая в детстве обучалась оружию, еще один сотрудник, а также его сосед по комнате. Игрок работает с Ником Стоуксом в этом деле.
Демоверсия 3 Dimensions of Murder показывала часть этого дела.

### Дело 3: Папина дочка
Наследница казино стала жертвой в своей квартире. На месте преступления кишат брызги крови, волокна и отпечатки пальцев — все, чего не хватает, так это тела. Единственными подозреваемыми являются сестра-близнец жертвы, её жестокий жених и таинственная медсестра. В этом деле игрок работает с Сарой Сайдл.

### Дело 4: Черновая резка
Сын известного застройщика найден мертвым в отдаленном районе пустыни Невада. Является ли он жертвой яда, политики или распущенности? Доказательства указывают на его жену, его богатую мать или подлого подрядчика. Вы работаете с Грегом Сандерсом над этим делом.

### Дело 5: Большая Белая Ложь
Неряшливый частный детектив был застрелен в переулке, тело обнаружил один из сотрудников CSI, Док Роббинс. Повторение его последних шагов раскрывает сеть обмана, лжи и коррупции. Кто — и сколько раз — нажал на курок? Вы работаете с Гилом Гриссомом и Кэтрин Уиллоус над этим делом. Это дело связывает первое и третье дело вместе.

### Дело 6: Богатая мама, бедная мама (эксклюзивно для PlayStation 2)
Официантка казино найдена зарезанной в её доме и доставлена в больницу, где она выживает. В ходе расследования выяснилось, что она была беременна, а позже выкинула ребенка известного нефтяника из Техаса, который, как оказалось, находится в городе с его молодой женой. Он нанес удар жертве, жена сделала это, или живой парень жертвы сделал это? Вы работаете с Кэтрин Уиллоус над этим делом.
- Примечание: эта дело является Делом 2 в CSI: Hard Evidence.

## Отзывы
| Сводный рейтинг    | Сводный рейтинг | Сводный рейтинг |
| Издание            | Оценка          | Оценка          |
| Издание            | PC              | PS2             |
| ------------------ | --------------- | --------------- |
| GameRankings       | 68,65 %         | 58,33 %         |
| Metacritic         | 67/100          | 58/100          |
| Иноязычные издания |                 |                 |
| Издание            | Оценка          | Оценка          |
| Издание            | PC              | PS2             |
| GameSpot           | 6/10            | 4,5/10          |
| GameSpy            | [ 8 ]           | N/A             |
| IGN                | 8,6/10          | 7/10            |
| OPMUK              | N/A             | 6/10            |
| PC Gamer (UK)      | 55 %            | N/A             |
| PC Gamer (US)      | 79 %            | N/A             |
| PC Zone            | 62 %            | N/A             |
| X-Play             | [ 15 ]          | N/A             |
| Adventure Gamers   | [ 16 ]          | N/A             |

Игра получила «смешанные» отзывы. GameRankings и Metacritic дали ей 69 % и 67 из 100 за версию для ПК, и 58 % и 58 из 100 за версию для PlayStation 2. Глобальные продажи игры в сочетании с продажами двух ее предшественников — CSI: Dark Motives и CSI: Crime Scene Investigation — к декабрю 2006 года достигли примерно 2,4 миллиона копий на всех платформах.